# Disco Romancing
«Disco Romancing» es un sencillo de la cantante rumana Elena Gheorghe. La canción está escrita Laurenţiu Duţă y Ovidiu Bistriceanu, y producida por Duţă. La canción se filtró en Internet a mediados de abril de 2010 y fue confirmada como sencillo de Elena a principios de mayo. El video musical fue filmado en mayo de 2010; en él se muestra la Autopista A2 en el camino hacia el Mar Negro. El director del video es Dragoş Buliga. "Disco Romancing" debutó en el número 74 de la Romanian Radio Airplay Chart y su máxima posición fue la número 25, convirtiéndose en la sexta canción de Elena Gheorghe que llega a los 25 primeros. Más tarde, se convirtió en el segundo número uno consecutivo de Gheorghe en el Romanian Top 100. También llegó a las listas de Ucrania, Rusia y Ucrania.

## Videoclip
El videoclip fue filmado en mayo de 2010 en la Autopista A2 de Rumania y en una gasolinera cerca de Medgidia. Fue dirigido por Dragoş Buliga y muestra a Elena y tres bailarines. El video comienza con ella y dos bailarines vistiendo ropa de militar en un coche conducido por Elena. Paran en un lugar de la autopista para hacer algunas fotos a Elena; que viste un vestido hecho por fotografías de ella misma. Entonces se muestra a Elena dentro de una esfera transparente. El video acaba con Elena y tres bailarines haciendo una coreografía en frente de una gasolinera por la noche. El video dura 3:13 minutos y se estrenó en YouTube, el 31 de mayo de 2010, y en el canal de televisión Kiss TV el 1 de junio. El video en alta definición se estrenó en U TV HD a mediados de junio de 2010.

## Posición en listas
| Gráfico (2010)          | Posición máxima |
| ----------------------- | --------------- |
| Bulgarian Airplay Chart | 23              |
| European Airplay Chart  | 79              |
| Romanian Airplay Chart  | 1               |
| Romanian Singles Chart  | 1               |
| Russian Airplay Chart   | 12              |
| UK Singles Chart        | 199             |
| Ukraine Singles Chart   | 22              |

- Datos: Q5281559